# 24119 Katherinrose
24119 Katherinrose este un asteroid din centura principală de asteroizi.

## Descriere
24119 Katherinrose este un asteroid din centura principală de asteroizi. A fost descoperit pe 3 noiembrie 1999 la Socorro, New Mexico, în cadrul proiectului LINEAR. Asteroidul prezintă o orbită caracterizată de o semiaxă mare de 2,34 ua, o excentricitate de 0,12 și o înclinație de 4,0° în raport cu ecliptica.